# Миндэ (станция метро)
«Миндэ» (англ. Mingde; кит. 明德) — станция линии Даньшуй Тайбэйского метрополитена. Станция открыта 28 марта 1997 года в составе первого участка линии Даньшуй. Располагается между станциями «Шипай» и «Чжишань». Находится на территории района Бэйтоу в Тайбэе.

## Техническая характеристика
Станция «Миндэ» — эстакадная с островной платформой. На станции есть один выход, оборудованный эскалаторами и лифтом для пожилых людей и инвалидов. 20 марта 2018 года на станции были установлены автоматические платформенные ворота.